# Ricardo Delgado
Ricardo Delgado, född 13 juli 1947 i Mexico City, är en mexikansk före detta boxare.
Delgado blev olympisk mästare i flugvikt i boxning vid sommarspelen 1968 i Mexico City.